# Jacek Zamojski
Jacek Zamojski (ur. 20 lutego 1968 w Nowym Targu) – polski hokeista, reprezentant Polski.

## Kariera
- Podhale Nowy Targ (1986–1995)
- HC Dukla Trenczyn (1995–1996)
- Nyköpings Hockey (1996–1997)
- Podhale Nowy Targ (1997–2000)
- Unia Oświęcim (2000–2005)
- Podhale Nowy Targ (2005–2007)

Wychowanek Podhala Nowy Targ. W trakcie kariery określany pseudonimem Koliber.
Uczestniczył w turniejach mistrzostw świata w 1991, 1993, 1994, 1995, 1996, 1997, 1998, 2000 (Grupa B), 2001, 2003, 2004 (Dywizja I).
Zakończył karierę po sezonie 2006/2007. Następnie był trenerem grup młodzieżowych w Podhalu.
Podjął się prowadzenia działalności gospodarczą.

## Sukcesy
Reprezentacyjne
- Awans do Grupy A mistrzostw świata: 1991
- Awans do Elity mistrzostw świata: 2001

Klubowe
- Złoty medal mistrzostw Polski: 1987, 1993, 1994, 1995, 1997, 2007 z Podhalem Nowy Targ, 2001, 2002, 2003, 2004 z Unią Oświęcim
- Srebrny medal mistrzostw Polski: 1990, 1998, 2000 z Podhalem Nowy Targ, 2005 z Unią Oświęcim
- Brązowy medal mistrzostw Polski: 1989, 1991, 1992, 1999, 2006 z Podhalem Nowy Targ
- Puchar „Sportu” i PZHL: 1987 z Podhalem Nowy Targ
- Srebrny medal mistrzostw Słowacji: 1996 z Duklą Trenczyn
- Puchar Polski: 2000, 2002 z Unią Oświęcim

Indywidualne
- Mistrzostwa świata Grupy B w 1995:
  - Najlepszy zawodnik reprezentacji na turnieju
- Mistrzostwa Świata w Hokeju na Lodzie 2001/I Dywizja:
  - Trzecie miejsce w klasyfikacji asystentów turnieju: 5 asyst[4]
  - Pierwsze miejsce w klasyfikacji +/- turnieju: +10[5]

Wyróżnienia
- Złoty Kij za sezon 1994/1995